# Sjavkat Mirzijajev
Sjavkat Miromonovitj Mirzijajev (usbekisk: Shavkat Miromonovich Mirziyoyev; født 24. juli 1957 i Samarkand, Usbekiske SSR, Sovjetunionen) er en usbekisk politiker, der har været landets premierminister siden 2003. Efter præsidenten, Islam Karimovs, død blev Sjavkat Mirzijajev udnævnt som fungerende præsident for Usbekistan den 8. september 2016.
I oktober 2021 blev Shavkat Mirziyoyev genvalgt som præsident for Usbekistan.
Mirzijajev er uddannet ingeniør.
Han var guvernør i Dzjizzach fra 1996 til 2001 og i Samarkand fra 2001 til sin tiltræden som premierminister. På premierministerposten efterfulgte han Otkir Sultonov.